# 雅克·布雷尔
雅克·罗曼·乔治·布雷尔（法語：Jacques Romain Georges Brel，法語發音：[ʒɑk ʁɔmɛ̃ ʒɔʁʒ bʁɛl] ⓘ；1929年4月8日—1978年10月9日），比利时歌手、作曲人，演员，导演。布雷尔的作品大多以法语写成并演唱，但亦有小部分是荷兰语作品。尽管如此，布雷尔的歌曲在英语音乐界中具有独特的影响，受他影响的歌手有大卫·鲍伊、里奥纳德·科恩等。西城男孩之《Seasons in the sun》亦改编于其乐曲《Le Moribond》。布雷尔至今位居比利时最卖座歌手排行榜之三。其著名作品包括《Ne me quitte pas》《Amsterdam》等。
除了在音乐上的成就，布雷尔在法语界亦是一名成功的演员，在10部电影中出演；他还执导过两部电影，其中一部作品《Le far West》（远西），获得了1973年戛纳电影节金棕榈奖提名。他的专辑在全世界广销超過两千五百万张，其现场演唱音乐时亦极富表演性，如其与歌曲内容相结合的的表情与动作等。
2005年，在电视节目“最知名的比利时人”评选中，在南部法语区，他以最高票当选。
布鲁塞尔五号线亦有一座以他命名的地铁站。

## 早年生活
布雷尔于1929年4月8日出生于比利时首都布鲁塞尔，是其父罗曼·布雷尔（Romain Brel）与其母伊丽莎白·布雷尔（Élisabeth Brel）的第四子，其父母均具有弗拉芒人血统，布雷尔的幼年在中产阶级的家庭环境中度过，布雷尔在一所天主教学校圣维亚特小学（École de Saint-Viateur）完成了他的小学学业，布雷尔在他除了德语之外的大部分学科中都表现良好。
1941年9月，布雷尔被父母送入圣路易斯学院（Institut Saint-Louis）学习，除了法语与历史两门学科外，布雷尔其他学科的成绩均差强人意。但布雷尔在写作方面表现出了明显的天赋，并主持建立了学校的话剧社团。1947年，布雷尔在其学校杂志上匿名发表了一篇短篇小说《弗雷德里克》（Frédéric），这亦展现出了他的写作天赋，但由于布雷尔的整体学业并不理想，布雷尔在十八岁时放弃了学业，并在其父亲的纸板工厂工作。
布雷尔于1948年起服兵役，同时亦在一家天主教青年慈善组织处服务，在服务期间，布雷尔邂逅了泰蕾兹·米希尔森（Thérèse Michielsen），两人于1950年6月1日在布鲁塞尔拉肯区结婚，并于次年生下他们的第一个女儿。
1952年，布雷尔开始创作并在他的家庭聚会与马戏团表演歌曲，然而其家人与朋友并不喜欢他的朴实的歌词以及激烈的表演动作，同年，布雷尔首次在一家当地电台演出。

## 感情生活
布雷尔的感情生活丰富，这也在他的歌词中有所体现。布雷尔年轻时曾与马德莱娜·泽法·比韦（Madeleine Zeffa Biver）有过一段浪漫史，布雷尔的著名歌曲《Madeleine》亦是受其启发而作。1950年布雷尔与其女友泰蕾兹·米希尔森结婚，并于次年有了他们的首个女儿尚塔尔·布雷尔（Chantal Brel），这段婚姻持续到布雷尔于1978年去世在1972-1978年布雷尔去世前，他曾与玛德利·巴米（Maddly Bamy），一名女演员有过一段罗曼史。然而在布雷尔去世后，他将其大部分遗产留给了他的妻子Miche及他们的女儿，而非其情人玛德利。

## 逝世

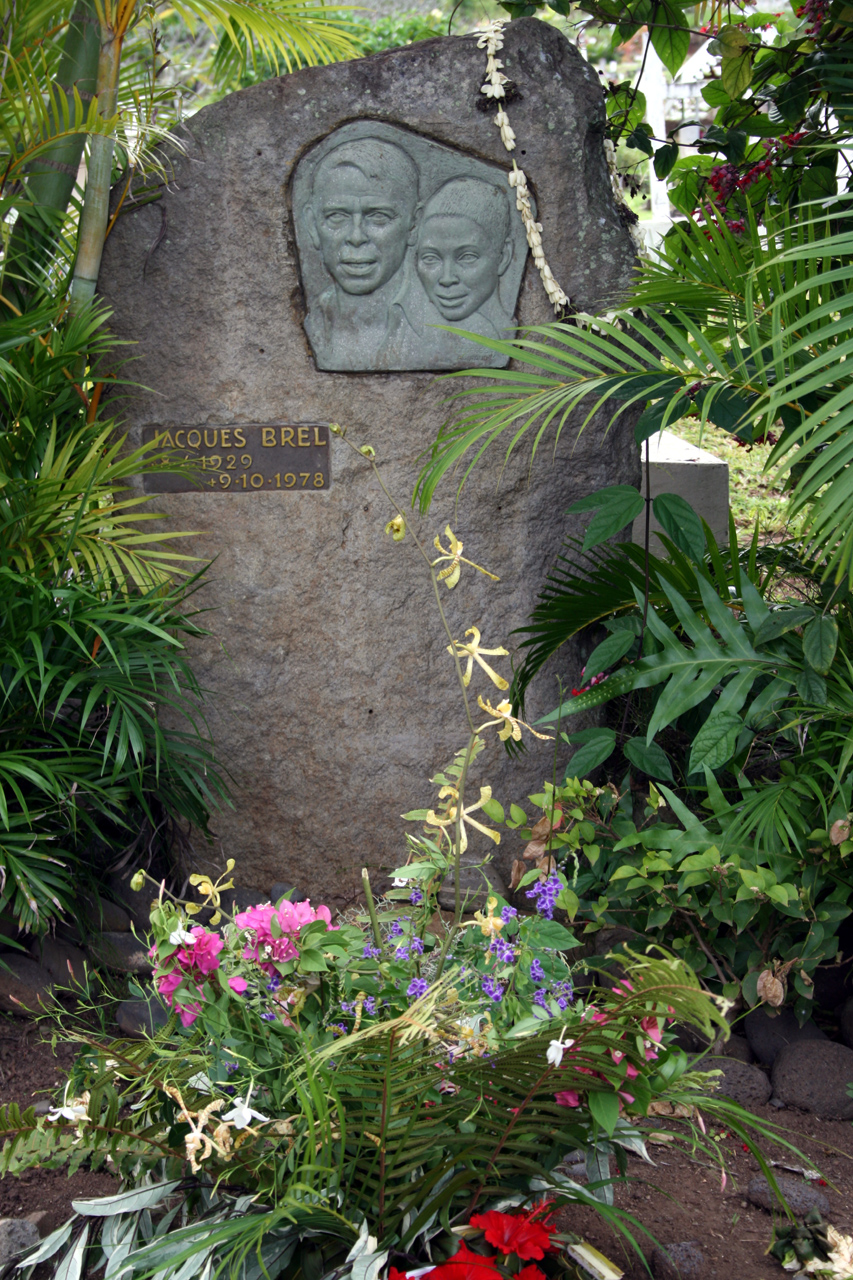
布雷尔的坟墓

布雷尔生前喜好吸烟，甚至于他的一些专辑封面上也有烟的出现，这也间接导致了布雷尔的肺癌。在1973年初检测出肺病后，布雷尔立下了遗嘱，并将其大部分财产留给了他的妻子米希尔森。1974年二月，布雷尔购买了一艘名为阿斯克岛二号（Askoy II）的游艇，并带着他的情人玛德利以及她的女儿弗朗斯·布雷尔（France Brel）进行了一次世界旅行。并在马克萨斯群岛租赁了一所小屋。1977年，布雷尔回到了比利时，并录制了他最后的一张专辑《马克萨斯群岛》，在这张专辑出版的当天，布雷尔就与玛德利返回了马克萨斯群岛。
1978年7月，布雷尔的身体状况开始恶化，并返回比利时接受治疗，并被医生检测出肺部有恶性肿瘤。在住院六周后，他在法国南部度过了整个夏天，同年10月7日，布雷尔被紧急送至博比尼的一家医院，10月9日凌晨四点十分，布雷尔死于肺癌所导致的肺栓塞，享年49岁。10月12号，布雷尔的遗体被空运回马克萨斯群岛，并被埋葬在那里。